# انتخابات سال ۱۸۶۰ برای به دست آوردن سمت پروفسور بودن در زبان سانسکریت

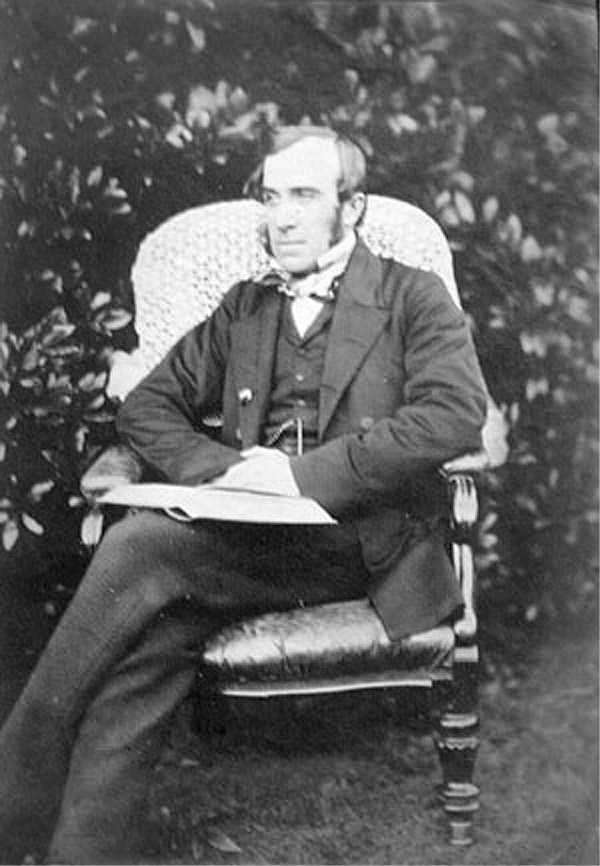
مونیر ویلیامز، به عنوان دومین استاد بُ‌دِن سانسکریت در سال ۱۸۶۰ انتخاب شد. این عکس توسط لوئیس کارول گرفته شده‌است.

انتخابات سال ۱۸۶۰ برای به دست آوردن سمت پروفسور بودن زبان سانسکریت در دانشگاه آکسفورد، رقابتی بین دو نامزد بود که رویکردهای متفاوتی برای بورسیه تحصیلی سانسکریت ارائه می‌کردند. مونیر ویلیامز، نامزد انگلیسی تحصیل کرده آکسفورد بود که ۱۴ سال وقت صرف آموزش سانسکریت به کسانی کرده بود که برای کار در حکومت تاج و تخت بریتانیا بر شبه قاره هند، برای شرکت هند شرقی آماده می‌شدند. نامزد دیگر، ماکس مولر، یک مدرس آلمانی الاصل متخصص در علم زبان‌شناسی تطبیقی در آکسفورد بود. او سال‌های زیادی را صرف کار بر روی نسخه‌ای از ریگ ودا (مجموعه باستانی سرودهای سانسکریت ودایی) کرده بود و به دلیل بورس تحصیلی خود شهرت بین‌المللی پیدا کرده بود. در مقابل، ویلیامز روی مواد بعدی کار کرد و زمان کمی برای مکتب «قاره‌ای» دانش‌آموزی سانسکریت که مولر نمونه آن بود، داشت. ویلیامز مطالعه سانسکریت را وسیله ای برای رسیدن به هدف، یعنی تبدیل دین هند به مسیحیت می‌دانست. به نظر مولر، کار خودش، در حالی که به مبلغان کمک می‌کرد، به خودی خود نیز یک هدف ارزشمند بود.
این انتخابات در زمان مباحثه عمومی دربارهٔ نقش بریتانیا در هند در پی شورش هند در سال ۱۸۵۷ برگزار شد. نظرات به دو گروه تقسیم می‌شدند. اینکه آیا باید تلاش بیشتری برای تغییر دین در هند انجام شود یا نسبت به فرهنگ و سنت‌های محلی حساس باقی بماند. دو نامزد از طریق اعلامیه ها و نامه نگاری های روزنامه ای برای کسب آرای رای دهندگان (فارغ التحصیلان دانشگاه، متشکل از بیش از 3700 نفر) مبارزه کردند. ویلیامز در مبارزات انتخاباتی خود تأکید زیادی بر قصد بنیانگذار اصلی این کرسی داشت که دارنده آن باید از طریق انتشار متون مقدس مسیحی به تغییر دین هند کمک کند. نظر مولر این بود که کار او بر روی ریگ ودا برای کارهای تبلیغی ارزش زیادی دارد و بر این اساس شهادتنامه‌هایی را منتشر کرد. او همچنین می‌خواست موضوعات گسترده‌تری مانند تاریخ و ادبیات هند را برای کمک به مبلغان، علما و کارمندان دولتی تدریس کند. پیشنهادی که ویلیامز از آن انتقاد کرد که مطابق با خواسته‌های خیر اصلی نیست. کمپین‌های رقیب آگهی‌های روزنامه‌ای و بیانیه منتشر می‌کردند و روزنامه‌های مختلف از یکی از دو نامزد حمایت می‌کردند. با وجود اینکه مولر عموماً از نظر تحصیلی برتر از ویلیامز به‌شمار می‌رود، اما او دو مشکل (از نظر برخی) آلمانی‌بودن و داشتن دیدگاه‌های مسیحی لیبرال را داشت. برخی از اعلامیه‌های روزنامه‌ها به نفع ویلیامز بر اساس منافع ملی ادعایی، حضور یک انگلیسی به عنوان استاد بودن برای کمک به کار حکومت‌داری و تغییر مذهب هند بود.
در روز انتخابات، ۷ دسامبر ۱۸۶۰، قطارهای ویژه ای به مقصد آکسفورد برای اعضای غیرمقیم فراهم شد تا رای خود را به صندوق بیندازند. در پایان رقابت سخت انتخاباتی، ویلیامز با اکثریت بیش از ۲۲۰ رای پیروز شد. پس از آن، او به تأسیس مؤسسه هندی در آکسفورد کمک کرد، نشان شوالیه دریافت کرد و تا زمان مرگش در سال ۱۸۹۹ این کرسی را حفظ کرد. مولر، اگرچه عمیقاً از شکست خود ناامید شده بود، تا پایان دوران حرفه ای خود در آکسفورد ماند، اما هرگز زبان سانسکریت را در آنجا تدریس نکرد. انتخابات ۱۸۶۰ آخرین باری بود که کنگره پروفسور بودِن را انتخاب کرد، زیرا این قدرت در سال ۱۸۸۲ در نتیجه اصلاحات اعمال شده توسط پارلمان حذف شد. تا تاریخ ۲۰۱۷، کرسی استادی هنوز وجود دارد و اکنون آخرین کرسی استادی باقی مانده به زبان سانسکریت در انگلستان است.

## زمینه
سمت استاد بودن در دانشگاه آکسفورد با وصیت سرهنگ‌دوم جوزف بودِن از پیاده‌نظام بومی بمبئی که در سال ۱۸۱۱ درگذشت، ایجاد شد. وصیت‌نامه او مقرر می‌داشت که با مرگ دخترش (که در سال ۱۸۲۷ اتفاق افتاد)، دارایی او برای تأمین هزینه استادی به زبان سانسکریت به دانشگاه منتقل شود. هدف او این بود که «با انتشار دانش کتب مقدس در میان مردم»، دین مردم هند را به مسیحیت تبدیل کند. اساسنامه دانشگاه حاکم بر کرسی مقرر می‌داشت که استاد باید توسط اعضای مجمع انتخاب شود- همه کسانی که مدرک کارشناسی ارشد هنر آکسفورد را دریافت کرده‌اند، خواه در دانشگاه تدریس کرده باشند یا نه. در زمان انتخابات سال ۱۸۶۰، اعضای مجمع ۳۷۸۶ نفر بودند. به گفته مورخ مذهبی گویلیم بکرلگ، مقام استادی در آن زمان عنوانی «معتبر و با دستمزد قابل توجه» تلقی می‌شد. سرمقاله ای در روزنامه ملی بریتانیا، تایمز، در سال ۱۸۶۰ می‌گوید که اگر نگوییم در همه جهان، کرسی استادی «یکی از مهم‌ترین، تأثیرگذارترین و شناخته شده‌ترین نهادها در آکسفورد است». بین ۹۰۰ تا ۱۰۰۰ پوند در سال به صورت مادام العمر پرداخت می‌کرد.
اولین استاد بودِن، هوراس هیمن ویلسون، در سال ۱۸۳۲ انتخاب شد و در مه ۱۸۶۰ درگذشت. انتخاب جانشین او در زمان مباحثه عمومی در مورد ماهیت کار تبلیغی بریتانیا در هند، به ویژه پس از شورش هند در سال ۱۸۵۷ انجام شد. شرکت هند شرقی، که قلمروهای بریتانیا را تا زمانی که در سال ۱۸۵۸ به امپراتوری بریتانیا جذب شد، کنترل می‌کرد، تا سال ۱۸۱۳ یک سیاست کلی مبنی بر عدم مداخله در آداب و رسوم هند از جمله مذهب داشت. مبلغان مسیحی برای تبلیغ دینی به مجوز نیاز داشتند. در عمل، اکثر آنها می‌توانستند بدون مجوز فعالیت کنند، به جز مسیحیت انجیلی، که در عصری که مسیحیان با پیشینه‌های دیگر آمادگی بیشتری برای تحمل ادیان دیگر داشتند، بسیار رادیکال تلقی می‌شدند. با افزایش قدرت جنبش انجیلی، تلاش‌های بیشتری برای آوردن مسیحیت به هند انجام داد و بنابراین این شرکت رویکرد خود را به مبلغان در سال ۱۸۱۳ کاهش داد. پس از سال ۱۸۵۸، دولت بریتانیا تمایلی به برانگیختن ناآرامی‌های بیشتر از طریق دخالت در سنت‌ها و مذهب محلی نداشت، اما بسیاری از کسانی که مسئول اداره هند بودند، خود انجیلی‌هایی بودند که با تلاش‌ها برای تغییر دین این کشور همدل بودند. همان‌طور که بکرلگ گفته‌است، «پیشبرد مأموریت مسیحی به‌طور جدایی ناپذیری با تلاش برای تعریف نقش بریتانیا در هند و در واقع برای توجیه حضور بریتانیا در هند پیوند خورده‌است.» مسئله این بود که آیا بریتانیا صرفاً برای اداره هند حضور دارد یا قصد «متمدن کردن» آن را دارد، و اگر قصد «متمدن کردن» را دارد، فرهنگ و مذهب موجود هند را سر و سامان دهد یا از بین ببرد. ببکرلگ می‌گوید که بسیاری از کسانی که از افزایش کار تبلیغی در هند حمایت می‌کردند، رویدادهای سال ۱۸۵۷ را «چیزی کمتر از یک قضاوت الهی» در مورد شکست بریتانیا درآوردن مسیحیت به کشور نمی‌دانستند.
دو مکتب فکری وجود داشت که آیا سانسکریت باید به منظور کمک به اداره و تغییر دین هند تدریس شود یا برای شایستگی‌های خود. شرکت هند شرقی به کارمندان خود در کالج هایلیبری، هرتفوردشایر و کالج فورت ویلیام در کلکته، آموزش‌هایی را به زبان سانسکریت ارائه کرده بود تا آنها را با فرهنگ محلی آموزش دهد. برای برخی، این منجر به علاقه‌مندی به دین و فرهنگ هند شد که در متون سانسکریت آشکار شده‌است. این برخلاف وضعیت اروپای قاره‌ای بود، جایی که محققان، سانسکریت را به‌عنوان بخشی از «علم زبان»، زبان‌شناسی تطبیقی، به جای دلایل مدیریت امپراتوری بررسی کردند. تعداد کمتری از دانشمندان اروپایی از هند دیدن کردند، اما بسیاری از سانسکریتیست‌های بریتانیایی در آنجا زندگی و کار کرده بودند. به گفته لیندا داولینگ، برخی از محققان بریتانیایی در زمینه‌های دیگر در مورد سانسکریت به‌عنوان «جعل زبان‌شناختی خام که از لاتین و یونانی ساخته شده‌اند» یا به‌عنوان اثبات ناچیزی «به‌جز یک خویشاوندی کاملاً نامطلوب بین بریتانیایی و برهمن» تردیدهای شدیدی داشتند.

## نامزدهای

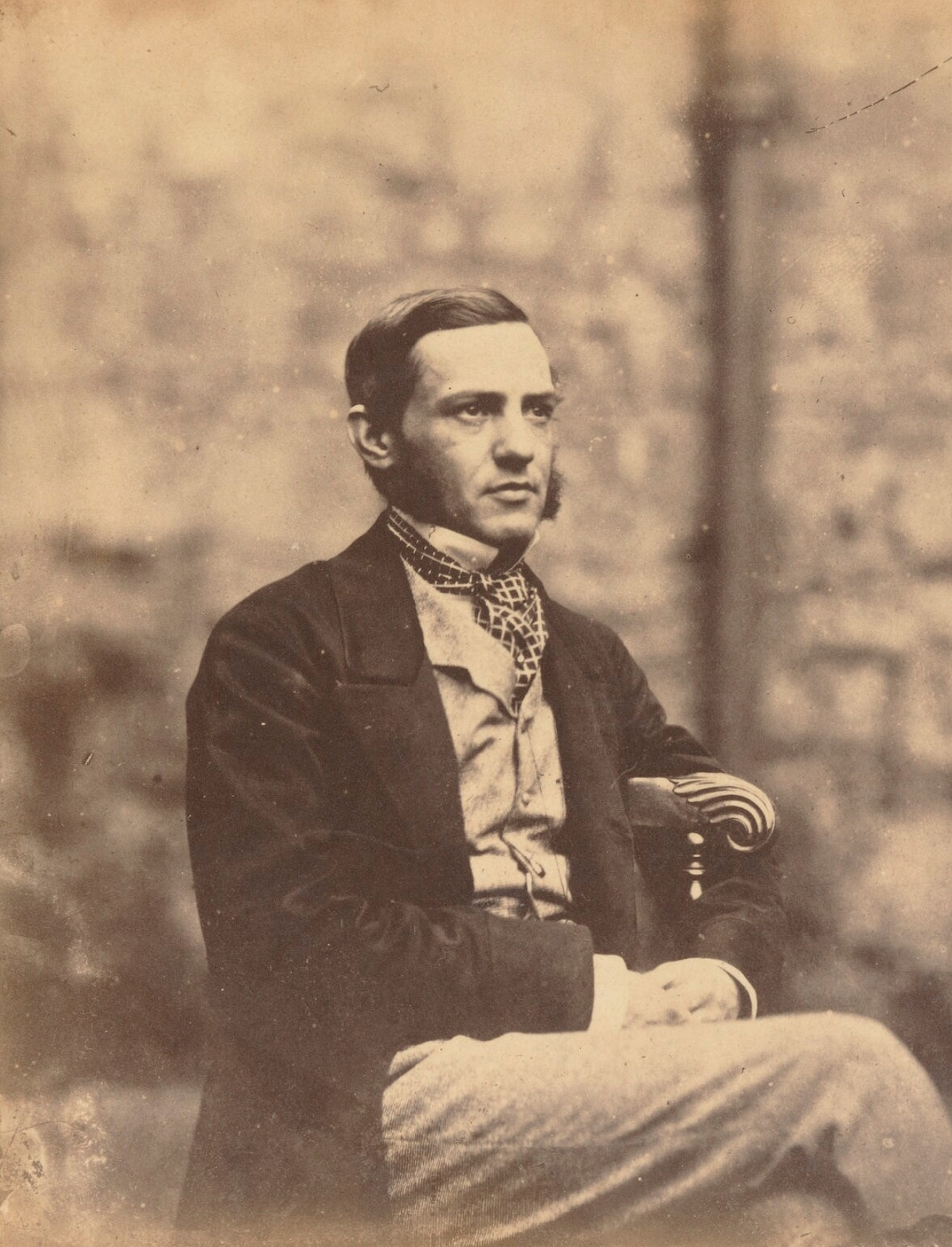
ماکس مولر در سال ۱۸۵۷ توسط لوئیس کارول عکاسی شد

اگرچه پنج مرد در سال ۱۸۶۰ قصد خود را برای تصدی این صندلی اعلام کردند یا در غیاب آنها پیشنهاد شد، در نهایت دو نفری که در انتخابات شرکت کردند مونیر ویلیامز و ماکس مولر بودند. ویلیامز (که بعداً به عنوان سر مونیر مونیر-ویلیامز شناخته شد) پسر یک افسر ارتش بود و در هند به دنیا آمد. او قبل از آموزش در هایلیبری برای خدمات ملکی در هند، به‌طور خلاصه در کالج بالیول، آکسفورد تحصیل کرد. مرگ برادرش در نبرد در هند باعث شد تا او برای تکمیل مدرک به آکسفورد بازگردد. او همچنین قبل از تدریس این زبان و سایر زبان‌ها در هیلیبری از ۱۸۴۴ تا ۱۸۵۸، زمانی که پس از شورش هند بسته شد، زبان سانسکریت را نزد ویلسون آموخت. او یک فرهنگ لغت انگلیسی به سانسکریت را به دستور ویلسون تهیه کرد که شرکت هند شرقی در سال ۱۸۵۱ منتشر کرد. فرهنگ لغت سانسکریت-انگلیسی او توسط وزیر امور خارجه هند پشتیبانی شد. همان‌طور که پیتر ون در ویر، انسان‌شناس هلندی نوشته‌است، ویلیامز «غیرت انجیلی داشت» مطابق با دیدگاه‌هایی که بُ‌دِنرا برای تأسیس این کرسی الهام گرفته بود.
مولر اهل بخش دوک نشین آنهالت-دسائو آلمان بود و بعد از تسلط بر زبان یونانی و لاتین، زبان سانسکریت را در دانشگاه به عنوان یک چالش فکری جدید پذیرفت. در این زمان، سانسکریت یک موضوع مطالعه نسبتاً جدید در اروپا بود و ارتباط آن با زبان‌های کلاسیک سنتی مورد توجه کسانی قرار گرفت که ماهیت و تاریخ زبان‌ها را بررسی می‌کردند. او دکترای خود را در سال ۱۸۴۳ در سن ۱۹ سالگی از دانشگاه لایپزیگ گرفت و پس از یک سال تحصیل در برلین کار خود را در پاریس بر روی اولین نسخه چاپی ریگ‌ودا (مجموعه باستانی سرودهای سانسکریت ودایی) آغاز کرد. چیزی که قرار بود در سال ۱۸۴۶ یک سفر کوتاه به انگلستان برای تحقیق باشد، به اقامتی مادام العمر تبدیل شد. دیپلمات اهل پروس، بارون فون بونسن و ویلسون، مدیران شرکت هند شرقی را متقاعد کردند که برای انتشار ریگ ودا از انتشارات دانشگاه آکسفورد حمایت مالی کنند. مولر در سال ۱۸۴۸ در آکسفورد اقامت گزید و به تحقیقات سانسکریت خود ادامه داد و در سال ۱۸۵۴ پس از سه سال به عنوان جانشین استاد، استاد تیلوری زبان‌های مدرن اروپایی شد. در این پست به او ۵۰۰ پوند در سال، نصف حقوق کرسی بودِن پرداخت می‌شد. او که از سال ۱۸۵۵ یک بنده بریتانیایی بود، در سال ۱۸۵۸ به عنوان عضو کالج آل سولز انتخاب شد، به قول زندگی‌نامه‌نویس او، نویسنده هندی نیراد سی. چاودوری، «یک افتخار بی‌سابقه برای یک خارجی در آن زمان».
سه نفر دیگر از علما تمایل داشتند که برای این کرسی شرکت کنند، یا توسط دیگران نامزد شده بودند، اما قبل از رای‌گیری کنار کشیدند. نامزدی ادوارد کاول، استاد زبان سانسکریت در کالج دولتی در کلکته، در ۲۸ مه ۱۸۶۰ در روزنامه تایمز اعلام شد، جایی که گفته شد که ویلسون او را «واجد شرایط عالی» برای جانشینی خود اعلام کرده بود. او بعداً از هند نوشت که از ایستادگی در برابر مولر امتناع کرد. رالف گریفیث، محقق سابق بُ‌دِنکه استاد کالج دولتی سانسکریت در بنارس بود، نامزدی خود را در اوت ۱۸۶۰ اعلام کرد، اما در نوامبر کنار کشید. جیمز آر. بالانتاین، مدیر کالج در بنارس، در ژوئن ۱۸۶۰ توسط دوستان مستقر در انگلستان پیشنهاد شد، که او را به عنوان «رئیس دانشمندان سانسکریت بریتانیا» توصیف کردند.

### بیانیه مولر
مولر در ۱۴ مه ۱۸۶۰، شش روز پس از مرگ ویلسون، نامزدی خود را اعلام کرد. اظهارات او به دعوت به کار او در ویرایش ریگ ودا اشاره داشت و گفت که بدون آن مبلغان نمی‌توانستند به‌طور کامل در مورد آموزه‌های هندوئیسم بیاموزند که مانع کار آنها می‌شد. بنابراین او در پی برد که "بخش اصلی زندگی خود را صرف تبلیغ هدف "بنیانگذار کرسی سانسکریت" کرده‌است. او قول داد که منحصراً روی سانسکریت کار کند، و گفت که از «برجسته‌ترین دانشمندان سانسکریت در اروپا و هند» و از مبلغانی که از نشریات او برای کمک به «براندازی نظام‌های بت‌پرستی باستانی» در هند استفاده کرده‌اند، گواهی‌هایی ارائه خواهد کرد. در زمان معین، او توانست فهرستی از انجمن‌های مبلغان که نسخه‌هایی از ریگ ودا را از کمپانی هند شرقی درخواست کرده بودند، از جمله انجمن مبلغان کلیسا و انجمن تبلیغ انجیل ارائه دهد.

### بیانیه ویلیامز
ویلیامز قصد خود را برای نامزدی در انتخابات در ۱۵ مه ۱۸۶۰، یک روز پس از مولر اعلام کرد. او در متن ارسالی خود به انجمن، بر شایستگی خود برای انتصاب در پرتو خواسته‌های مبلغین بودن تأکید کرد. او پس از بیان جزئیات زندگی و حرفه‌اش، به‌ویژه تجربه‌اش در زبان سانسکریت که در هایلیبری به‌دست آمد، اظهار داشت که در ۱۴ سال گذشته "یک ایده در زندگی من این بوده‌است که برای تسهیل مطالعه ادبیات آن، خودم را کاملاً با سانسکریت و با هر وسیله‌ای که در اختیار دارم، آشنا کنم." او به رای دهندگان اطمینان داد که در صورت انتخاب شدن، "بیشترین انرژی من صرف هدفی خواهد شد که بنیانگذار آن در نظر داشت؛ «ترویج دانش عمومی تر و انتقادی تر از زبان سانسکریت، به عنوان ابزاری برای قادر ساختن انگلیسی ها در تبدیل بومیان هند به دین مسیحی.» بر خلاف مولر، او مطالعه سانسکریت را «عمدتاً وسیله‌ای برای تغییر دین هندوها به‌عنوان یک هدف در خود می‌دانست». داولینگ می‌گوید که از این طریق می‌تواند توجه را از «توانایی‌های متوسط خود در زبان سانسکریت کلاسیک» در مقایسه با «دستاوردهای مورد تأیید بین‌المللی مولر» منحرف کند. علاوه بر این، توسل به مقاصد اولیه بودِن در دوره‌ای بود که فراخوان توجه چندانی به خواسته‌های ابراز شده خیرین نشان نمی‌داد.

## کمپین‌های رقیب
دو نامزد وجود دارد، با گواهینامه‌های فراوان.
ارگان‌های افکار عمومی فکر کرده‌اند که این مسابقه ارزش توجه آنها را ندارد.
پس نتیجه چیست؟
با توافق مشترک، هر دو علمای مشهوری هستند که شهرت جهانی دارند.
اما یکی از آنها توسط تعداد زیادی از «همشهریان» ما در «خود هند» به‌طور ویژه و جدی به جلسه توصیه می‌شود.
این «انگلیسی‌ها» که توسط او آموزش دیده‌اند، از آموزش‌های او سپاسگزارند و شخصاً به او وابسته هستند، دستگاهی هستند که برای انجام کارهای بزرگ آماده هستند.
آنها رای ندارند، اما صدایشان از آن سرزمین دور باید در گوش و قلب ما طنین انداز شود.
آنها مرد خود را می‌شناسند، بومی‌ها را می‌شناسند، روزانه با آنها در ارتباط هستند. آیا نادیده گرفتن نظر آنها عاقلانه است؟
استادی تنها برای آکسفورد نیست.
این برای «قاره و آمریکا» نیست.
برای هند است.
برای مسیحیت است.
پس بیایید به مردی رای دهیم که در هند شناخته شده و محبوب است و حتی با صدای مخالفانش به عنوان امانتدار امین منافع مسیحی یک بنیاد مسیحی شناخته می‌شود.

در اوت ۱۸۶۰، مولر در مورد برنامه‌های خود برای تدریس طیف گسترده‌ای از موضوعات علاوه بر زبان سانسکریت، از جمله زبان‌شناسی تطبیقی، تاریخ هند و ادبیات، به اعضای مجمع نامه نوشت. او نوشت که صرفاً آموزش زبان «یک بازگشت به عقب» برای سخاوت‌ بودن خواهد بود. به این ترتیب، او به تأمین مبلغان «کارآمد»، کارمندان دولتی «مفید» و علمای بودِن «ممتاز» کمک می‌کرد.
از طرف دیگر، ویلیامز نوشت که اگر بودِن دستورالعمل‌هایی را ارائه داده که فرد منتخب باید کسی باشد که «احتمالاً شهرت جهانی را برای صندلی سانسکریت تضمین کند، اعتراف می‌کنم که باید در پیگرد قانونی طرح خود تردید می‌کردم». با این حال، چنین موردی وجود نداشت و از نظر اساسنامه حاکم بر کرسی، اگر استاد در موضوعات گسترده‌تری سخنرانی کند، «غیرقابل توجیه» خواهد بود. به نظر او ادبیات ودایی «اهمیت کمتری» داشت و ادبیات فلسفی «بسیار عرفانی و مضحک» بود، در حالی که «دوره کلاسیک یا مدرن» (قوانین، دو شعر قهرمانانه و نمایشنامه‌ها) «مهم‌ترین دوره» بود. او با یادآوری به خوانندگان خود که دو نمایشنامه سانسکریت را ویرایش کرده‌است، اظهار داشت که ادبیات دوره سوم متون مقدس سانسکریت را تشکیل می‌دهد، نه ("آنطور که تاکنون باور می‌شد") ودا، و "ریگ ودا" نیز هنوز کمتر است. وی اظهار داشت که نسخه مولر از ریگ ودا مستلزم "هزینه زمان، کار، پول و دانش بسیار بیشتر از آنچه در هر نسخه ای از کتاب مقدس اعطا شده بود" است، و افزود که بودن قصد نداشت «با تداوم و انتشار متون مقدس ودایی منسوخ به کار تبلیغی کمک کند.»" او گفت که رویکرد خودش به دانش سانسکریت، با فرهنگ‌های لغت و کتاب‌های دستور زبانش، برخلاف رویکرد «قاره‌ای» و «فلسفی» مولر، که به متونی می‌پردازد که دیگر مربوط به هندوهای مدرن نبوده و مبلغان از مطالعه آن بهره‌مند نمی‌شوند، «مناسب ذهن‌های انگلیسی است».
مولر در نامه ای به تایمز که در ۲۹ اکتبر ۱۸۶۰ منتشر شد، با ویلیامز مخالفت کرد. او با این ادعا که تدریس تاریخ، فلسفه و سایر موضوعات به عنوان استاد بودِن غیرقابل توجیه است، از یکی از سخنرانی‌های عمومی ویلسون نقل قول کرد که در آن گفته بود همیشه قصد او ارائه «نگاهی کلی از نهادها و شرایط اجتماعی، ادبیات و مذهب هندوها بوده‌است.» او خاطرنشان کرد که در هر سه حوزه ای که ویلیامز ادبیات سانسکریت را به آنها تقسیم کرده‌است، منتشر کرده‌است، و نظرات ویلیامز در مورد اهمیت نسبی ادبیات ودایی را با اشاره به بررسی یکی از انتشاراتش توسط ویلسون مورد مناقشه قرار داد. او گفت ویلیامز «به تنهایی» بر این ادعا که شعرها و نمایشنامه‌های قهرمانانه، نه وداها، متون مقدس واقعی بودند ایستاده است. او از پذیرش ارزیابی ویلیامز از کار انجام شده در نسخه ریگ ودا امتناع کرد و گفت که مقایسه تلاش اندک او با آنچه در کتاب مقدس انجام شده‌است «تقریباً بی‌احترامی» است. او در تلاش برای رد این ادعا بود که بودن نمی خواست از متون مقدس ودایی پشتیبانی شود. او خاطرنشان کرد که اسقف کلکته (جرج کاتن) نوشته بود که مطالعه سانسکریت و متون مقدس آن برای مبلغان دارای "بیشترین اهمیت" است "تا بتوانند با صاحب‌نظران در زمین خود ملاقات کنند"، و نظر اسقف این بود که "هیچ چیز در این اثر نمی تواند ارزشمندتر از نسخه مولر و ترجمه ویلسون از ریگ ودا باشد."
پس از این نامه، ویلیامز از مولر شکایت کرد که کمپین خود را در روزنامه‌ها انجام می‌دهد و آنچه ویلیامز می‌گوید را نادرست معرفی می‌کند. مولر از سه استاد و مدیر ارشد دانشگاهی کالج کوئینز خواست تا صحت نامه او را بررسی کنند و آنها به نفع او اعلام موضع کردند. از نظر بکرلگ، تمام این پاسخ‌ها و پاسخ‌های متقابل «نشان دادن لحن داغ مبادلات» بین دو مرد و حامیانشان بود. به قول یکی از محققین مدرن، «گویی قهرمانان داستان اعضای بالقوه پارلمان هستند». ترنس توماس، یک مدرس بریتانیایی در مطالعات دینی، «توهین‌هایی را در رابطه با ملیت ماکس مولر و مهارت مونیر ویلیامز به‌عنوان یک سانسکریتیست که توسط حامیانشان به این سو و آن سو کشیده می‌شوند» ثبت می‌کند. به عنوان مثال، یکی از محققان بودِن در آکسفورد، رابینسون الیس، گفت که ویلیامز نتوانسته‌است ثابت کند که می‌تواند یک متن سانسکریت را بخواند. هنگامی که او به چالش کشیده شد، این را به این ادعا تغییر داد که ویلیامز فقط زمانی می‌توانست متنی را بخواند که بتواند آن را با متنی دیگر مقایسه کند، و این کار را به عنوان "کاری که در کتابخانه‌های عمومی پاریس و برلین با نرخ نیم کرون در سال انجام می‌شود" توصیف کرد."
هر کدام گروهی از یاران خود را داشتند. ویلیامز دو نفر داشت، یکی در لندن و دیگری در آکسفورد. او بیش از ۱۰۰۰ پوند برای کمپین خود هزینه کرد - به اندازه ای که پروفسور بودِن در یک سال حقوق می‌گرفت. در ژوئن 1860، مولر در نامه ای به مادرش شکایت کرد که باید به هر یک از "4000 رای دهنده پراکنده در سراسر انگلستان" نامه بنویسد؛ وی با بیان اینکه گاهی آرزو می‌کرد که ای کاش فکر شرکت در انتخابات را نمی‍کرد، افزود: «اگر پیروز نشوم، بسیار آشفته خواهم شد!».

## حامیان و روزنامه‌ها
ویلیامز عزیز من، من کاملاً ناتوان هستم که در مورد صنعت شما اشاره ای به شما کنم، زیرا به شدت رنج کشیده‌ام و دارم. من در شرف عمل هستم. و از آنجایی که در سن من همیشه خطر خاصی در چنین عملی وجود دارد، زنده‌بودن شما را به شانس خالی‌بودن توصیه می‌کنم. من همیشه به شما به عنوان جانشین خود نگاه کرده‌ام. اما شما یک رقیب قدرتمند در M. مولر خواهید داشت، نه تنها به دلیل مشهور بودن، بلکه به دلیل نفوذ شخصی. با این حال، اگر خدا راضی باشد، ممکن است آزمایش را پشت سر بگذارم و برای چند سال دیگر شما را در انتظار نگه دارم.

به گفته بکرلگ، دیدگاه بسیاری از کسانی که در مبارزه شدید بین ویلیامز و مولر شرکت داشتند، بیشتر به نتیجه بستگی داشت تا حرفه یک نفر - موفقیت یا شکست تبلیغی در هند، "و حتی ثبات آینده بریتانیا. حکومت در این منطقه" (در پرتو رویدادهای هند چند سال قبل) ممکن است به توانایی های پروفسور بودن بستگی داشته باشد. پیروزی، به توانایی هر یک از طرفین برای متقاعد کردن اعضای غیر مقیم دعوت شده به آکسفورد برای دادن رای بستگی دارد.  هر نامزدی حامیان خود را داشت: مولر توسط دانشمندان شایسته بین المللی حمایت می شد، در حالی که ویلیامز می توانست از دانشگاهیان مستقر در آکسفورد و کسانی که در هند به عنوان مدیران یا مبلغان خدمت کرده بودند دعوت کند. هر دو نامزد ادعای حمایت ویلسون را داشتند - نیراد چاودوری می‌گوید: «گویی که اصل جانشینی حواریون در این انتصاب دخیل بوده است». تایمز در 23 مه گزارش داد که دوستان ویلیامز به یک نامه خصوصی از ویلسون که "آقای ویلیامز را به عنوان جانشین احتمالی او نشان می دهد" اهمیت زیادی می دهند. در عوض، مشخص شد که ویلسون "دو ماه قبل از مرگش" گفته است که "آقای ماکس مولر اولین محقق سانسکریت در اروپا بود". منبع این اطلاعات WSW Vaux از موزه بریتانیا بودوی در نامه ای به مولر در ماه مه 1860 گفتگوی خود را با ویلسون شرح داد. در پاسخ به اظهار نظر واکس مبنی بر اینکه او و دیگران می خواهند جانشین ویلسون "بهترین مردی باشد که می توانیم منصوب کنیم"، واکس از ویلسون نقل کرد که گفت: "اگر انتخاب شما بر عهده ماکس مولر باشد، انتخابی کاملاً درست خواهد بود."
تایمز فهرستی از حامیان اصلی هر نامزد را در ۲۷ ژوئن ۱۸۶۰ منتشر کرد و خاطرنشان کرد که بسیاری از مردم از هیچ‌کدام حمایت نمی‌کنند «زیرا می‌خواهند ببینند که آیا شخصیتی برجسته از هند بیانیه ای منتشر می‌کند یا خیر». مولر توسط فرانسیس لیتون، هنری لیدل و ویلیام تامسون (رئیس کالج‌های آل سولز، کریست چرچ و کوئینز)، ادوارد پوزی، ویلیام جاکوبسون و هنری آکلند (استادان رجیوس عبری، الهیات و پزشکی) و دیگران حمایت می‌شد. ویلیامز از حمایت روسای دانشگاه و کالج‌های بالیول (فردریک چارلز پلامپتر و رابرت اسکات) و همکارانی از ده کالج مختلف برخوردار بود.

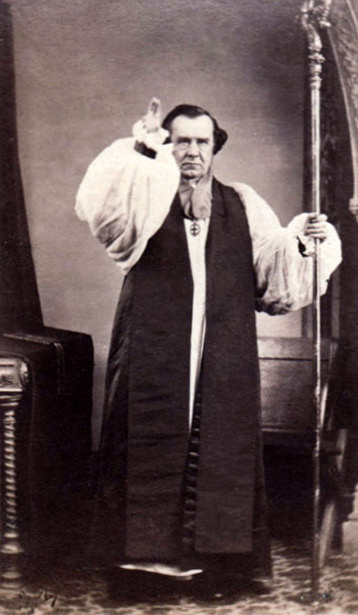
حامیان مولر شامل ساموئل ویلبرفورس، اسقف آکسفورد در سال ۱۸۶۰ و بعداً اسقف وینچستر بودند.

در ۵ دسامبر ۱۸۶۰، دو روز قبل از انتخابات، دوستان مولر در پاسخ به گزارش مشابهی که از طرف ویلیامز منتشر شد، تبلیغی را در روزنامه تایمز منتشر کردند تا حامیان او را فهرست کنند. در آن زمان، فهرست مولر شامل رؤسای ۱۱ کالج یا دانشگاه، ۲۷ پروفسور بیش از ۴۰ استاد و استاد راهنما، و بسیاری از اعضای غیر مقیم دانشگاه از جمله ساموئل ویلبرفورس (اسقف آکسفورد) و سر چارلز وود بود. فهرستی که در روز بعد منتشر شد، نام چارلز لانگلی، اسقف اعظم یورک را به حامیان مولر اضافه کرد. در مجموع، تعداد حامیان عمومی برای هر نامزد تقریباً یکسان بود، اما به گفته چاودوری، در حالی که مولر توسط «همه مستشرقان مشهور اروپای عصر» حمایت می‌شد، حامیان ویلیامز «آنقدر متمایز نبودند».
روزنامه‌ها و مجلات با الفاظ قوی به این بحث ملحق شدند. یکی از نشریات انجیلی، رکورد، این دو نامزد را در تقابل قرار داد: نوشته‌های مولر «برای همه علاقه‌مندان به ادبیات آشنا بود، در حالی که اعتماد به عقاید دینی او را از بین برده اند». ویلیامز به عنوان «مردی با تقوای خالصانه، و کسی که احتمالاً به برکت خداوند بر زحمات خود، هدف نهایی را که بنیانگذار پروفسوری در نظر داشت، ارتقاء می‌دهد» توصیف شد. روزنامه‌های دیگر ملیت نامزدها را برجسته کردند. همان‌طور که بکرلگ گفته‌است، «رای دادن به کرسی بودِن به‌طور فزاینده ای ظاهر یک آزمون میهن‌پرستی را به خود می‌گرفت.» نامه به خانه (روزنامه ای مستقر در لندن که بر اخبار مربوط به هند تمرکز می‌کرد) از خوانندگان خود پرسید که آیا می‌خواهند «یک غریبه و یک خارجی» برنده شود یا «یکی از جنس خودتان». نویسنده‌ای در مورنینگ پست گفت که رای‌دهندگان باید «جوایز بزرگ دانشگاه‌های انگلیسی را برای دانشجویان انگلیسی نگه دارند». مورنینگ هرالد می‌گوید که این موضوع «مسئله منافع ملی» است، زیرا بر آموزش کارمندان دولتی و مبلغان و در نتیجه «پیشرفت مسیحیت در هند و حفظ اقتدار بریتانیا در آن امپراتوری» تأثیر می‌گذارد. پیش‌بینی می‌شد که اگر بریتانیا مجبور شود یک آلمانی را به سمت آکادمیک سانسکریت خود منصوب کند، مورد تمسخر قرار می‌گیرد.
مولر در مطبوعات بدون حمایت نبود. سرمقاله ای در تایمز در ۲۹ اکتبر ۱۸۶۰ او را «بهترین محقق سانسکریت در جهان» نامید. این وضعیت را با انتخابات ۱۸۳۲ مقایسه کرد، زمانی که بین بهترین محقق (ویلسون) و یک محقق خوب «که معتقد بود بیشترین استفاده مسیحی از این موهبت را داشته‌است»(ویلیام هاج میل) نیز انتخاب وجود داشت. ویلیامز، در این بیانیه اینگونه توصیف شد: «مرد دانشگاه...، مردی که به اندازه کافی واجد شرایط این پست است، و مهمتر از همه، به عنوان مردی که در دستان او، منافع مسیحیت کاملاً ایمن خواهد بود.» پیشنهاد او مبنی بر تدریس نکردن تاریخ، فلسفه، اساطیر یا زبان‌شناسی تطبیقی «به نظر می‌رسد موضوع را کاملاً تهی کند» و فکر می‌کرد این پست را به عنوان «یک صندلی خالی» رها می‌کند. در این بیانیه آمده‌است که مولر «بهترین پاسخ به شرایط بنیاد کلنل بودِن است.» رشته تحصیلی او - قدیمی‌ترین دوره ادبیات سانسکریت- «باید کلید کل موقعیت باشد»، در حالی که ویلیامز فقط با نوشته‌های متأخر، «کمتر معتبر و کمتر مقدس» آشنا بود. سرمقاله با این جمله پایان یافت که آکسفورد «کاندیدای کمتر دانش‌آموخته را انتخاب نخواهد کرد؛ در هر صورت، از او نمی پذیرد که این اصل واقعی یک انتخابات سالم مسیحی است.»
پوزی، سخنگوی بانفوذ «کلیسای عالی» آنگلیکن مرتبط با جنبش آکسفورد، نامه‌ای در حمایت از مولر نوشت که در تایمز بازتولید شد. به نظر او، نیات بودِن با انتخاب مولر به بهترین وجه پیش خواهد رفت. او نوشت که مبلغان بدون اطلاع از جزئیات مذهب کسانی که با آنها سر و کار داشتند نمی‌توانستند نوکیشان را جلب کنند و نشریات مولر «بزرگ‌ترین هدایایی بود که تاکنون به کسانی در چنین کارهایی اعطا شده‌اند». او افزود که آکسفورد با انتخاب او به سمتی که مولر بتواند تمام وقت خود را صرف کارهایی کند که «از اهمیت اولیه و ماندگاری برای تغییر دین هند برخوردار است» منفعت به دست خواهد آورد. بکرلگ حمایت پوزی را قابل توجه می‌داند، زیرا پوزی با رویکرد «گسترده» خاص مولر به مسیحیت موافق نبود، و بنابراین قضاوتی در مورد توانایی‌های آکادمیک نامزدی که بهترین موقعیت را برای پیشبرد کار تبلیغی در هند داشت، ارائه می‌کرد. یکی از نویسندگان ناشناس نامه ای به مطبوعات در حمایت از مولر، اندکی قبل از انتخابات، آن را چنین بیان کرد: «شخصیت فردی یک مرد باید بسیار بالا باشد، و نظرات الهیات او هنگامی که حامیان بی‌دریغ خود، دکتر پوزی و دکتر مکبرید متحد می‌شود، باید زمینه کمی برای انحراف از هر دو طرف داشته باشد» ارجاع به جان مکبرید، که در دیکشنری بیوگرافی ملی آکسفورد به عنوان «یک فرد غیر روحانی عمیقاً مذهبی مکتب انجیلی «قدیمی» توصیف شده‌است. با این حال، داولینگ مولر را به‌عنوان «بی‌تفاوت از پیچش‌های ظریف استدلال‌های الهیاتی، سایه‌های ظریف و احساسات مذهبی ویکتوریا» توصیف می‌کند. - ضعفی که در برابر او وجود داشت.

## انتخابات
در جلسه ای که در ساعت ۲ در سالن تئاتر شلدونیان برگزار شد، انتخاباتی برای یک استاد سانسکریت بُ‌دِن به جای مرحوم اچ.اچ. ویلسون برگزار شد. دو نامزد وجود داشت، آقای مونیر ویلیامز، M.A. از کالج دانشگاه، استاد فقید سانسکریت در هایلیبری، و آقای ماکس مولر. از کالج‌های کلیسای مسیح و همه روح‌ها، استاد تیلوری زبان‌های مدرن اروپایی در دانشگاه آکسفورد آقای ویلیامز از اول پیش افتاد و ساعت به ساعت، مدام اکثریت خود را افزایش داد. رای‌گیری حدود ساعت ۷ و نیم بسته شد و سرپرست ارشد آقای ویلیامز را به درستی برای این دفتر انتخاب کرد. ما درک می‌کنیم که اعداد در پایان عبارت بودند از::
     For Mr. Williams 833
     For Professor Müller 610
     Majority 223.

انتخابات در ۷ دسامبر ۱۸۶۰ در تئاتر شلدونی برگزار شد. سه قطار ویژه بین دیدکات و آکسفورد در آن بعدازظهر برای مسافرانی که از غرب انگلستان سفر می‌کردند، و یک قطار اضافی بین آکسفورد و لندن از طریق دیدکات در عصر فراهم شد. قطاری که از شمال انگلستان به لندن می‌رفت، علاوه بر این با بلچلی ارتباط برقرار کرد تا مسافرانی از مکان‌هایی مانند لیورپول، منچستر و بیرکنه به آکسفورد دسترسی داشته باشند. روحانیون انجیلی با قدرت برای رای دادن حاضر شدند. بیش از پنج ساعت و نیم رای‌گیری، ۸۳۳ اعضای مجمع به ویلیامز و ۶۱۰ نفر به مولر رای دادند.
مورخان دیدگاه‌های مختلفی را مطرح کرده‌اند که چرا، با وجود اینکه مولر عموماً به عنوان دانشمند برتر شناخته می‌شد، در برابر ویلیامز شکست خورد. بکرلگ چندین عامل احتمالی را پیشنهاد می‌کند: برخلاف ویلیامز، مولر به عنوان یک نویسنده و مترجم به جای معلم زبان سانسکریت شناخته می‌شد، او پیوندهایی با شرکت هند شرقی یا خدمات دولتی هند نداشت که بتواند از آنها برای حمایت دعوت کند. در آکسفورد تحصیل نکرده‌است. آرتور مکدونل (استاد بودِن ۱۸۹۹–۱۹۲۶) در مراسم ترحیم مولر گفت که این انتخابات «به جای توجه به شایستگی‌های آنها به عنوان دانش پژوهان سانسکریت، به عقاید سیاسی و مذهبی کاندیداها توجه داشت» و افزود که «احساس حزبی بالا بود و تعداد زیادی برای رای دادن آمدند.» به‌طور مشابه، داولینگ نوشته‌است که «در حوزه های مختلف خارج از آکسفورد… این استدلال که مولر 'انگلیسی نبود' بود به شدت علیه او بیان شد» زیرا «این استدلال غیرقابل پاسخ بود (و البته قرار بود که باشد.» او اضافه می‌کند که محافظه‌کاران به دلیل دیدگاه‌های سیاسی لیبرال با او مخالفت کردند، جناح‌های سنت‌گرا در آکسفورد اصلاحات «آلمانی‌سازی» را رد کردند و «روحانیت آنگلیکن»... کافر را در کمین او کشف کرد.» مورخ آمریکایی مارجوری ویلر-بارکلی معتقد است که سه انگیزه رای دادن مردم علیه مولر قابل تفکیک نیست. داولینگ می‌نویسد، کسانی که از تبلیغ مذهبی هند حمایت می‌کردند، آن را کلید تداوم حاکمیت بریتانیا می‌دانستند، و نیازی به انتخاب مولر که «به عقاید نادرست مذهبی شهرت داشت» نبود، زیرا ویلیامز یک محقق بود. وجه تمایزی که به محافظه‌کاری و تقوای او معروف است.»
مولر شکست خود را به پیشینه آلمانی خود و سوء ظن مبنی بر اینکه مسیحیت او به اندازه کافی ارتدوکس نیست، نسبت داد، عواملی که به ویژه برای رای‌دهندگانی که دیگر مقیم دانشگاه نبودند مورد استفاده قرار گرفت. او نوشت که به دلیل «دروغ‌های توهین آمیز و تاکتیک‌های مبتذل انتخاباتی» شکست خورده بود. ویلیامز در زندگینامه منتشرنشده خود نوشت که «شرایط مورد لطف او قرار گرفته» و برخلاف مولر، او را از نظر سیاسی و مذهبی محافظه کار می‌دانند.

## اتفاقات بعدی
ویلیامز تا زمان مرگش در سال ۱۸۹۹ به عنوان استاد بودِن خدمت کرد، اگرچه در سال ۱۸۸۷ به دلیل سلامتی خود از تدریس بازنشسته شد (در حالی که سمت خود را حفظ کرد). او عنوان سخنرانی افتتاحیه خود را «مطالعه زبان سانسکریت در رابطه با کار تبلیغی»، مطابق با دیدگاه خود در مورد نقش کرسی انتخاب کرد. توماس خاطرنشان می‌کند که از آنجایی که شرکت هند شرقی به جای استفاده از زبان سانسکریت یا فارسی برای کار خود به استفاده از انگلیسی روی آورده بود، «منبع طبیعی دانش آموزان مدت زیادی پس از افتتاح صندلی بودِن [در سال ۱۸۳۲] خشک شده بود.» ویلیامز به تأسیس مؤسسه هندی در آکسفورد کمک کرد و این ایده را در سال ۱۸۷۵ مطرح کرد و در بازدیدهای خود از هند به جمع‌آوری بودجه برای این پروژه کمک کرد و دانشگاه را متقاعد کرد که یک دوره آموزشی در زمینه شرق‌شناسی اضافه کند. انتشارات او شامل ترجمه نمایشنامه‌ها و آثار دستوری بود. او در سال ۱۸۸۶ نشان شوالیه را دریافت کرد و در سال ۱۸۸۷ به عنوان فرمانده شوالیه امپراتوری هند منصوب شد، زمانی که نام خانوادگی خود را به سر مونیر مونیر-ویلیامز تغییر داد.
رابینسون الیس علیرغم نظر منفی خود در مورد توانایی‌های استاد جدید، مجبور بود در سخنرانی‌های ویلیامز شرکت کند. ویلیامز گفت که «کل رفتار الیس، رفتار شخصی بود که از زلزله یا هر اتفاقی در طبیعت که راهی را برای خارج شدن از دید من باز می‌کرد، استقبال می‌کرد.» به‌طور کلی، ویلیامز بر اکثر کسانی که با انتخاب او مخالف بودند، به استثنای مولر، غلبه کرد.
به گفته چاودوری، برای مولر، شکست در انتخابات «نقطه عطفی تعیین‌کننده در زندگی علمی و فکری او» بود. این بدان معنی بود که مولر هرگز نباید سانسکریت را در آکسفورد تدریس کند، اگرچه او تا زمان مرگش در سال ۱۹۰۰ در آنجا ماند. و هرگز از هند دیدن نکرد. به گفته ویلیامز، مولر که از برنده نشدن این کرسی بسیار ناامید شده بود، «به‌طور مرتب از مونیر ویلیامز و خانواده اش در خیابان‌های آکسفورد دوری می‌کرد یا آنها را نادیده می‌گرفت.» او در سال ۱۸۶۸ به کرسی لغت‌شناسی تطبیقی منصوب شد، اولین کرسی استادی آکسفورد که توسط خود دانشگاه بدون پول از کمک‌های سلطنتی یا خصوصی تأسیس شد. او در سال ۱۸۷۵ زمانی که دانشگاه پیشنهاد داد دکترای افتخاری به ویلیامز اعطا کند، با نامه ای استعفای خود را اعلام کرد. او دلیل خود را چنین عنوان کرد که می‌خواست زمان بیشتری را برای مطالعه سانسکریت صرف کند. دوستان سعی کردند او را از این موضوع منصرف کنند و دانشگاه سپس یک معاون استاد را برای انجام وظایفش منصوب کرد، افتخاری که او بسیار از آن قدردانی کرد.
راجش کوچار، مورخ هندی، با اشاره به حمایت شرکت هند شرقی از مولر، اظهار داشت که «ممکن است اساتید آکسفورد دلایل خاص خود را برای ارزیابی خود از مولر داشته باشند، اما شرکت و بومیان، هر دو او را بسیار مرتبط می‌دانند.» علیرغم شکست انتخاباتی‌اش، او از شهرت بالایی در آکسفورد و فراتر از آن برخوردار بود: به گفته بکرلگ، او «نقش مرکزی را در زندگی فکری ملت ایفا کرد» و «از سوی جهان به عنوان الگوی موفقیت تحصیلی تلقی شد. (به قول داولینگ). داولینگ معتقد است که «مولر در طول عمر خود به عنوان یک دانشمند زبان‌شناس بی‌اعتبار شد» و «ارتباط کمی» با مدل‌های بعدی مطالعه زبان دارد. به عقیده بکرلگ، دیدگاه مولر در مورد ماهیت کار تبلیغی مسیحی، دشواری ای را در آن زمان برای دانشگاهیان مسیحی نشان داد که «فعالانه برای ترویج مطالعه تساهل‌آمیزتر و یکنواخت‌تر در مورد سنت‌های مذهبی دیگر تلاش می‌کردند».

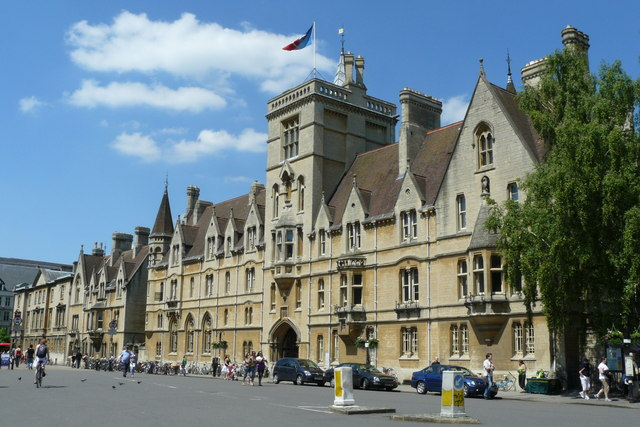
کالج بالیول، که از زمان اصلاحات دانشگاه در سال ۱۸۸۲، کرسی بُ‌دِن به آن متصل شده‌است

از میان سایر نامزدها، کاول به عنوان اولین استاد سانسکریت در دانشگاه کمبریج در سال ۱۸۶۷ انتخاب شد که توسط مولر و دیگران حمایت شد. گریفیث از ۱۸۶۱ تا ۱۸۷۸ مدیر کالج خود بود (جانشین بالانتاین). او پس از بازنشستگی در هند کار بیشتری انجام داد و در آنجا درگذشت. بالانتاین به دلیل مشکلات سلامتی از سمت مدیر استعفا داد و به انگلستان بازگشت و در آنجا تا زمان مرگش در سال ۱۸۶۴ به عنوان کتابدار در دفتر هند (منصبی که ویلسون علاوه بر مقام استادی داشت) خدمت کرد.
جرمی دیبل (در بیوگرافی خود از آهنگساز جان استاینر، یکی از دوستان مولر) نوشته‌است که این انتخابات "به طور گسترده ای نبرد متعاقب بین نیروهای مقدس و سکولار معاصر در دانشگاه، نابهنگام بودن سیستم های انتخابات دانشگاهی آکسفورد و نیاز مبرم به اصلاحات را پیش بینی کرد". قانون ۱۸۷۷ دانشگاه‌های آکسفورد و کمبریج روند تغییر تحمیل شده توسط پارلمان را که از اواسط قرن نوزدهم آغاز شده بود ادامه داد و گروهی از کمیسیون‌ها را اختیار کرد تا اساسنامه‌های جدیدی را برای دانشگاه و کالج‌های آن وضع کنند. اختیارات کمیسرها شامل توانایی بازنویسی تراست‌ها و دستورالعمل‌های مرتبط با هدایایی بود که ۵۰ سال یا بیشتر قدمت داشتند. اساسنامه حاکم بر کرسی بودِن توسط کمیسیونرها در سال ۱۸۸۲ بازنگری شد. هدف اصلی جوزف بودِن برای تبلیغ دینی دیگر ذکر نشد، و همچنین استادی که باید توسط دعوت انتخاب شود، ذکر نشد. اساسنامه جدید کمیسران برای کالج بالیول در سال 1881 شامل مقرراتی بود که دارنده استادی بودن به عنوان یکی از اعضای کالج منصوب می شد و پیوندی بین کرسی و بالیول ایجاد می کرد که هنوز پابرجاست. مانند سایر کرسی‌های استادی، شورای دانشگاه اکنون ترتیبی می‌دهد تا در صورت وجود جای خالی، هیئت انتخاب‌کنندگان را تشکیل دهد که در آن بالیول دو نماینده داشته باشد.تا سال۲۰۱۷ پروفسور سانسکریت، کریستوفر مینکوفسکی است که در سال ۲۰۰۵ منصوب شد. پروفسور پیشین سانسکریت، ریچارد گامبریچ گفته‌است که باید در سال ۲۰۰۴ در «یک نبرد بزرگ» می‌جنگید تا اطمینان حاصل شود که استاد دیگری پس از بازنشستگی منصوب می‌شود و پیروزی خود را مرهون درک دانشگاه می‌داند که این دانشگاه آخرین کرسی به زبان سانسکریت است که در انگلستان باقی مانده‌است.